# HD258954
HD258954 — хімічно пекулярна зоря спектрального класу
A2 й має видиму зоряну величину в смузі V приблизно 10,2.